# Renato Polselli
Renato Polselli, né le 26 février 1922 à Arce dans la région du Latium et mort le 1er octobre 2006 à Rome dans la même région, est un réalisateur, un scénariste et un producteur de cinéma italien. Il a utilisé au cours de sa carrière les pseudonymes de Ralph Brown et de Leonide Preston.

## Biographie
Renato Polselli naît en 1922 à Arce dans la province de Frosinone. Diplômé en philosophie, il s'oriente vers le monde du cinéma au début des années 1950. Il réalise ses premiers films en 1952, deux mélodrames avec Franca Marzi, John Kitzmiller et Dante Maggio.
Il obtient un certain succès dans les années 1960 en Italie avec ses films sur les vampires, comme La Maîtresse du vampire (L'amante del vampiro) ou L'Orgie des vampires (Il mostro dell'opera) qui s'inscrivent dans le mouvement gothique de l'époque. Il s'oriente ensuite vers des sujets mêlant l'horreur, le giallo, le fantastique et l'érotisme.
Il termine sa carrière dans le milieu de la pornographie. Il réalise notamment en 1984 deux films avec l'actrice Marina Hedman, dont le polémique et controversé Marina e la sua bestia qui sonne la fin de sa carrière.

## Filmographie

### Comme réalisateur
- 1952 : Ultimo perdono (it)
- 1952 : Delitto al luna park (it)
- 1954 : Il grande addio (it)
- 1957 : Dieu seul m'arrêtera (it) (Solo dio me fermerà)
- 1960 : La Maîtresse du vampire (L'amante del vampiro)
- 1961 : Solitudine (it)
- 1961 : Aux mains des SS (it) (Ultimatum alla vita)
- 1962 : Avventura al motel
- 1964 : L'Orgie des vampires (Il mostro dell'opera)
- 1964 : Le sette vipere (it)
- 1965 : Le Shérif ne tire pas (Lo sceriffo che non spara) (avec José Luis Monter)
- 1966 : Mondo pazzo... gente matta!
- 1972 : Au-delà du désir (Delirio caldo)
- 1972 : La verità secondo Satana
- 1973 : Riti, magie nere e segrete orge nel trecento
- 1973 : Révélations d'un psychiatre sur le monde du sexe (it) (Rivelazioni di uno psichiatra sul mondo perverso del sesso)
- 1974 : Mania
- 1978 : Casa dell'amore... la polizia interviene (it)
- 1979 : Torino centrale del vizio (it) (avec Bruno Vani)
- 1980 : Quando l'amore è oscenità (it)
- 1983 : Teresa altri desideri (it) (pornographique)
- 1984 : Marina e la sua bestia (it) (pornographique)

### Comme scénariste
- 1952 : Delitto al luna park (it)
- 1957 : Dieu seul m'arrêtera (it) (Solo dio me fermerà)
- 1960 : La Maîtresse du vampire (L'amante del vampiro)
- 1961 : Solitudine (it)
- 1961 : Aux mains des SS (it) (Ultimatum alla vita)
- 1962 : Avventura al motel
- 1964 : L'Orgie des vampires (Il mostro dell'opera)
- 1964 : Le sette vipere (it)
- 1966 : Mondo pazzo... gente matta!
- 1967 : Django le Taciturne (Bill il taciturno) de Max Hunter
- 1968 : Moi, je t'aime (Io ti amo) d'Antonio Margheriti
- 1969 : Salvare la faccia de Rossano Brazzi
- 1969 : Vita segreta di una diciottenne d'Oscar Brazzi
- 1970 : Intimità proibite di una giovane sposa d'Oscar Brazzi
- 1971 : Questa libertà di avere... le ali bagnate d'Alessandro Santini
- 1972 : Au-delà du désir (Delirio caldo)
- 1973 : Riti, magie nere e segrete orge nel trecento
- 1973 : Révélations d'un psychiatre sur le monde du sexe (it) (Rivelazioni di uno psichiatra sul mondo perverso del sesso)
- 1974 : Mania
- 1979 : Torino centrale del vizio (it) (avec Bruno Vani)
- 1980 : Quando l'amore è oscenità (it)

### Comme producteur
- 1966 : Mondo pazzo... gente matta!
- 1972 : La verità secondo Satana
- 1980 : Quando l'amore è oscenità
- 1980 : Febbre a 40! de Marius Mattei

### Comme acteur
- 1965 : Le Fils d'un Hors-la-loi (Son of a Gunfighter) de Paul Landres

## Sources
- (en) Louis Paul, Italian Horror Film Directors, Jefferson, McFarland & Company, 2005, p. 304-305-306.
- (en) Roberto Curti, Italian Gothic Horror Films 1957-1969, Jefferson, McFarland & Company, 2015, p. 135-136-137.